# 平岡拓晃
平岡 拓晃（ひらおか ひろあき、1985年2月6日 - ）は、日本の柔道家。広島県広島市出身。得意技は背負投、内股。血液型はO型。身長160cm。階級は60kg級。

## 来歴
廿日市市立阿品台中学校-近畿大学附属福山高校-筑波大学卒業。2016年3月まで了徳寺学園職員だった。
6歳の時、柔道経験のある父から柔道を教わる。 近畿大学附属福山高校3年生の2002年にインターハイ優勝。筑波大学へ進学。ベルギー国際大会優勝。
2004年、世界ジュニア選手権3位、講道館杯日本体重別選手権2位。2006年、グルジア国際大会2位、フランス国際大会2位、全日本選抜体重別選手権3位、講道館杯日本体重別選手権3位。2007年、グルジア国際大会優勝、全日本選抜体重別選手権3位、アジア選手権1回戦敗退、第24回ユニバーシアード競技大会2回戦敗退、嘉納杯東京国際大会優勝。2008年、フランス国際大会優勝、オーストリア国際大会3位。
4月、北京五輪代表最終選考会の全日本選抜体重別選手権男子60kg級で優勝。しかし代表選考会では五輪三連覇中の野村忠宏を推す委員が全体の三分の二となった。平岡を推す委員が強化委員会で猛反発し両派は総意を得られず、上村春樹専務理事、吉村和郎強化委員長ら全柔連幹部に判断を仰ぎ、近年の実績、勢い、若さなどが評価されて最終的に北京五輪代表候補に選出された。実績重視に傾きがちな柔道の代表選考では"異例"とも言える選出となった。4月27日、韓国・済州島で行われたアジア選手権で優勝、日本は60kg級での北京五輪の出場枠を獲得し、平岡の北京五輪代表が決定した。
8月9日、北京オリンピックでは初戦となる2回戦でアメリカのTaraje Williams-Murrayと対戦し、終始消極的な試合運びで指導の反則ポイントを取られ敗退した。この試合については、山下泰裕全柔連強化副委員長から「五輪の雰囲気に呑まれたというより気迫が感じられない」、上村日本選手団総監督は「何も出来なかったではなく、何もしなかった」と、厳しい評価をされた。また平岡に勝ったMurrayが次の試合で負けたため、平岡は敗者復活戦に回ることも叶わなかった。五輪の惨敗により、代表選考で落選した野村の3連覇に続く日本勢4連覇を逃したのに加え、最軽量級では不参加のモスクワ五輪を除き、1976年モントリオール五輪以来、32年ぶりのメダルなしになった。
2009年世界柔道選手権大会60kg級で銀メダルを獲得。しかしながら、「1回戦負けでも2位でも同じ」と悔しさを見せた。2010年世界選手権では銅メダルを獲得した。同年アジア大会では決勝でひざを負傷し銀メダルに終わった。篠原信一監督から「けがが多い。何かが足りない」と評された。
2011年3月4日、スポーツライターで元女優の宮崎真汐と結婚したと日刊スポーツで報じられ、宮崎がブログで同年1月1日に結婚したことを正式に報告した。同年6月2日、第一子となる長女が誕生した。8月の世界選手権では銀メダルに終わった。
2012年5月の選抜体重別では決勝で日本体育大学3年の志々目徹を指導2で破り、今大会5連覇を飾ってロンドンオリンピック代表に選出された。
7月のロンドンオリンピックでは、初戦で地元イギリスのアシュリー・マッケンジーに一本、2回戦でイスラエルのアルティオム・アルシャンスキーを技あり、準々決勝ではフランスのソフィアン・ミルを終了7秒前で追いつき3-0の判定、準決勝ではイタリアのエリオ・ヴェルデを一本で破るも、決勝ではロシアのアルセン・ガルスチャンに開始41秒の外巻込で一本負けを喫したが、それでも銀メダルを獲得した。。
なお、この銀メダルは1912年のストックホルムオリンピックに初参加して以来、夏季・冬季通して通算400個目のメダルであった。
2013年からは階級を66kg級に上げて講道館杯に出場するも初戦で敗れた。2015年の講道館杯では7位に終わり、リオデジャネイロオリンピックの代表争いに加わることはできなくなった。
2016年3月には現役引退を表明した。了徳寺学園も退職して、4月からは筑波大学大学院の博士課程に専念することになった。
2023年3月に公益財団法人スペシャルオリンピックス日本の理事長に就任した。

## 戦績
- 1999年 - 全国中学校柔道大会 2位
- 2001年 - 全日本ジュニア 3位
- 2002年 - ドイツジュニア国際 優勝
- 2002年 - インターハイ 優勝
- 2002年 - 全日本ジュニア 3位
- 2003年 - ベルギー国際 優勝
- 2003年 - ポーランドジュニア国際 優勝
- 2003年 - 学生体重別 優勝
- 2003年 - アジアジュニア 優勝
- 2004年 - チェコ国際 優勝
- 2004年 - 体重別 3位
- 2004年 - 世界ジュニア 3位
- 2004年 - 講道館杯 2位
- 2005年 - 体重別 3位
- 2005年 - ドイツオープン国際 優勝
- 2006年 - グルジア国際 2位
- 2006年 - フランス国際 2位
- 2006年 - 体重別 2位
- 2006年 - 東アジア選手権 優勝
- 2006年 - 講道館杯 3位
- 2007年 - グルジア国際 優勝
- 2007年 - 体重別 3位
- 2007年 - 世界団体 優勝
- 2007年 - 嘉納杯 優勝
- 2008年 - フランス国際 優勝
- 2008年 - オーストリア国際 3位
- 2008年 - 体重別 優勝
- 2008年 - アジア選手権 優勝
- 2009年 - グランプリ・ハンブルク 3位
- 2009年 - 体重別 優勝
- 2009年 - グランドスラム・リオ 2位
- 2009年 - 世界選手権 2位
- 2009年 - グランドスラム・東京 2位
- 2010年 - ワールドマスターズ 2位
- 2010年 - グランプリ・デュッセルドルフ 2位
- 2010年 - 体重別 優勝
- 2010年 - グランドスラム・リオ 優勝
- 2010年 - 世界選手権 3位
- 2010年 - アジア大会 2位
- 2011年 - グランプリ・デュッセルドルフ 優勝
- 2011年 - 体重別 優勝
- 2011年 - グランドスラム・リオ 3位
- 2011年 - 世界選手権 2位
- 2011年 - 講道館杯 3位
- 2011年 - グランドスラム・東京 3位
- 2012年 - ワールドマスターズ 3位
- 2012年 - 体重別 優勝
- 2012年 - ロンドンオリンピック 2位
- 2015年 - 実業個人選手権 優勝（66kg級）
- 2015年 - 講道館杯 7位

（出典、JudoInside.com）

## 有力選手との対戦成績
| 国籍                 | 選手名                       | 内容   |
| -------------------- | ---------------------------- | ------ |
| ウズベキスタンの旗   | リショド・ソビロフ           | 3勝4敗 |
| ウクライナの旗       | ゲオルグリー・ザンタラヤ     | 1勝2敗 |
| ロシアの旗           | アルセン・ガルスチャン       | 3勝3敗 |
| アゼルバイジャンの旗 | イルガル・ムシキエフ         | 1勝    |
| モンゴルの旗         | ダワードルジ・トゥムルフレグ | 1勝    |
| 大韓民国の旗         | 崔光賢                       | 3勝    |

(参考資料：ベースボールマガジン社発行の近代柔道バックナンバー、JudoInside.com等)。